# Коротков, Егор Вадимович
Его́р Вади́мович Коротко́в (род. 14 апреля 1986, Трёхгорный) — российский спортсмен, член олимпийской сборной команды России по фристайлу в дисциплине ски-кросс на Олимпиаде в Сочи. Мастер спорта России. С 2007 года входит в состав сборной России. Участник всех чемпионатов мира начиная с 2007 года. Участник Олимпийских игр (2010). Чемпион России (2009—2011, 2013). Бронзовый призёр чемпионата России (2012). Чемпион Австрии (2013).
В Кубке мира дебютировал в сезоне 2007/2008 годов. Стал первым среди российских кроссменов призёром этапов Кубка мира — два вторых места в Инничене (Италия) в 2011 году и третье место в Ле Контамине (Франция). Лучший результат — десятое место в общем зачёте в ски-кроссе в сезоне 2011/2012.
В ски-кроссе на Олимпиаде в Сочи занял 5-е место. В полуфинал турнира по ски-кроссу пробился благодаря фото-финишу.